# Bazarewicz
Bazarewicz – polski herb szlachecki używany przez rodzinę pochodzenia tatarskiego.

## Opis herbu
Opis zgodnie z klasycznymi regułami blazonowania:
W polu srebrnym otok czarny. W nim, środkowa kwatera o dwóch ramach. Wewnętrzna złota, zewnętrzna czarna, otwarta u góry. 
Klejnot: Półksiężyc złoty. 
Labry: Czarne, podbite srebrem.

## Najwcześniejsze wzmianki
Z roku 1580 pochodzi wzmianka o Bazarze Mortusiewiczu - protoplaście rodu.

## Herbowni
Bazarewicz.